# Antonio Arcioni
Antonio Arcioni (Corzoneso, 11 aprile 1811 – Dongio, 21 novembre 1859) è stato un patriota e militare svizzero, servì tra i volontari del Risorgimento italiano.

## Biografia
Nacque nel 1811 a Corzoneso, un comune della Valle di Blenio nel Canton Ticino  in Svizzera, da un'antica famiglia patrizia ticinese, ma da giovane visse a Milano.
Di sentimenti repubblicani fu un fervido seguace di Giuseppe Mazzini, dopo aver combattuto nel 1832 come ufficiale in Portogallo, dal 1834 al 1844 in Spagna tra le file dei Costituzionali contro i Carlisti, ove fu decorato dell'Ordine di Isabella la Cattolica, e Svizzera nel 1847 contro i cantoni del Sonderbund, allo  scoppio della prima guerra di indipendenza italiana del 1848 corse a Como ove assunse il comando di un corpo di volontari formato da 1.500 ticinesi con lo scopo di sostenere la rivolta antiaustriaca del Governo provvisorio di Milano.
Nominato colonnello dei Corpi Volontari Lombardi combatté in Trentino nel corso della sfortunata invasione  volta alla conquista di Trento. In seguito a dissensi sorti con il generale Michele Allemandi riguardanti la condotta delle operazioni, Arcioni ritornò in Svizzera. Nel 1849, con il grado di generale comandante della Legione dell'emigrazione italiana, prese parte alla difesa della Repubblica Romana meritandosi gli elogi di Giuseppe Garibaldi.
Nel 1855 fu eletto deputato liberale al Gran Consiglio ticinese. Morì a Dongio nel 1859.

## Riconoscimenti
A Arcioni sono state dedicate alcune vie in Italia e in Canton Ticino infatti una via a Roma nel quartiere Gianicolense, una ad Albate (CO), una via a Velletri (RM), una a Lugano nel quartiere di Cassarate, una a Locarno e una a Bellinzona portano il suo nome.